# Entoprocta
Entoprocta (do grego entos, dentro + proktos, ânus) ou Kamptozoa é um filo constituído por pequenos animais invertebrados, aquáticos e em sua maioria sésseis, que tem de 0,1 mm a 7 mm de comprimento. Podendo ser coloniais (Ordem Coloniales) ou solitários (Ordem Solitaria).
São blastocelomados e seu ânus fica dentro do átrio, na coroa de tentáculos. Antes pensava-se que possuíssem um lofóforo, por isso eram classificados junto aos Bryozoa, mas atualmente constituem um filo único.
São encontrados principalmente nas zonas entremarés, mas algumas espécies foram coletadas a profundidades de 500m.
Fixam-se em substratos consolidados, como seixos, algas, conchas, sendo comensais de outros animais invertebrados, como esponjas, poliquetas e sipuncúlidos. São frequentemente encontrados dentro dos tubos e galerias de seus hospedeiros.

## Bauplan
Este filo possui cerca de 180 espécies em várias famílias, sendo predominantemente marinhos, possuindo alguns membros do gênero Loxosomatoides em água salobra e apenas duas espécies de água doce.
O corpo é constituído por um cálice distal (divisão corporal: cálice e haste). Na parte superior, o cálice, se encontra uma coroa de tentáculos ciliados, possuindo uma cavidade, o átrio, entre os tentáculos, onde ficam suas larvas em desenvolvimento e as cavidades digestórias, de um lado fica a boca e do outro o ânus.
Na parte inferior, a haste, é onde se dá a sustentação corporal por um pedúnculo fixo no substrato através do pé ou estolão. Nas formas individuais, o pedúnculo (pé) se prende diretamente ao substrato, enquanto que nas formas coloniais formam-se estolões horizontais.

### Parede do Corpo

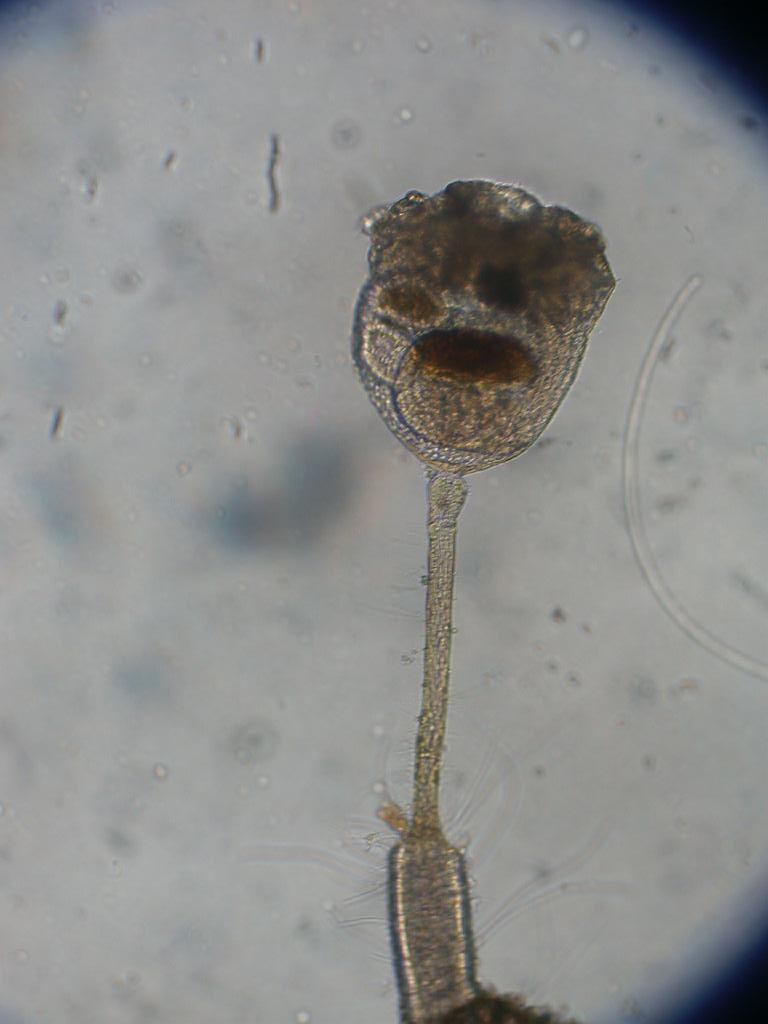
Barentsa discreta

O suporte do corpo se dá pela presença do mesênquima e da cutícula. O cálice e a haste são envolvidos por uma cutícula fina que não se estende à porção ciliada dos tentáculos ou do vestíbulo. Não existe uma cavidade corpórea persistente e a área do corpo é então preenchida com mesênquima. Esses animais possuem epiderme celular, sendo as células epidérmicas cúbicas ou achatadas. Músculos subepidérmicos tem a função de retrair os tentáculos, comprimir o corpo para estender os tentáculos e contrair o cálice. Existem também outros músculos, que estão presentes no pedúnculo, permitindo a habilidade de curvar-se.

### Reprodução
Existem entoproctas coloniais e solitários. A reprodução colonial se dá através de brotamento na base do zoóide ou em vários ramos do pedúnculo. Já a reprodução das formas solitárias se dá pela produção de brotos no cálice, que se separam do progenitor. Colônias podem conter zoóides hermafroditas ou dioicos. Grande parte dos loxosomatídeos é hermafrodita, sendo muitos protândricos.

### Sistema Nervoso e Órgãos Sensoriais
Possuem sistema nervoso reduzido, tendo uma única massa ganglionar entre o estômago e a superfície vestibular, que é denominada gânglio subentérico. Desse gânglio originam-se pares de nervos para os tentáculos, parede do cálice e pendúculo. Nos tentáculos e por grande parte do corpo estão presentes receptores tácteis unicelulares.

### Nutrição e Sistema Digestivo
São animais filtradores, alimentando-se de matéria em suspensão. Possuem um trato digestivo completo em forma de U. Os seus tentáculos segregam um muco que apanha as partículas alimentares, movendo-as depois, através de cílios, em direção à boca.

### Transporte Interno e Excreção
Aparentemente o trato digestivo também serve como uma passagem excretora. A parede ventral do estômago possui células que acumulam precipitações de ácido úrico e guanina, que os liberam para dentro do lúmen do estômago, sendo logo após expelidos pelo ânus. Protonefrídeos estão presentes, na maioria das espécies, em larvas e adultos. No entanto, nos entoproctos adultos existe um par de protonefrídeos bulbo-flama, que se localizam entre o estômago e o epitélio do vestíbulo. O transporte interno acontece através do trato digestivo expandido. O órgão da célula-estelar, como é chamado, está presente somente em coloniais. Localiza-se perto da junção pedúnculo-cálice. Funciona como um coração, pois bombeia o fluido do cálice para o pedúnculo.

## Entoprocta no Brasil
No Brasil estão listadas 10% das espécies do mundo. Possuindo 18 espécies conhecidas. São conhecidas 10 espécies da Ordem Coloniales e 8 da Ordem Solitaria. A costa do estado de São Paulo é a melhor estudada em relação aos demais estados brasileiros, com 16 das 18 espécies. Há também registros nos estados do Espírito Santo, Paraná e Rio de Janeiro.

## Diversidade e Taxonomia

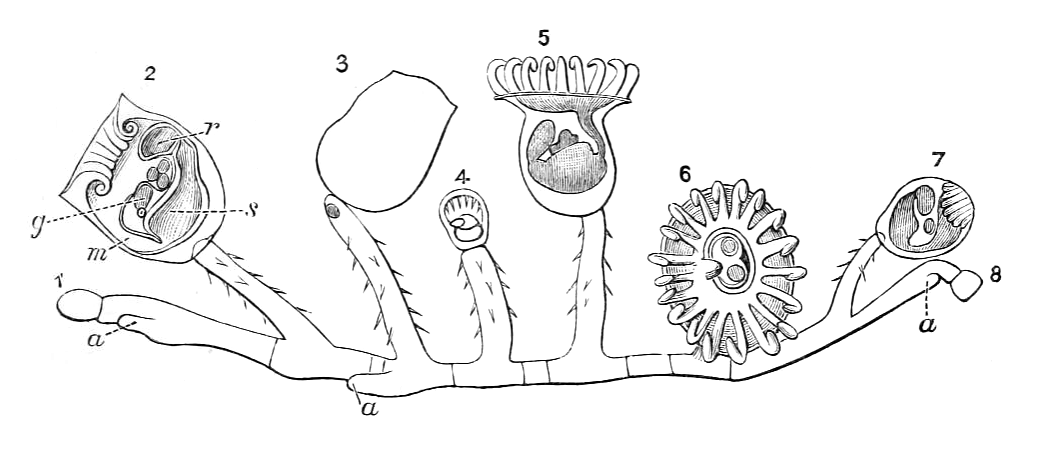
Pedicellina cernua (aumento de 27x)

Alguns estudos utilizando técnicas moleculares e dados morfológicos sugeriram uma relação entre Entoproctos e vários invertebrados com larva trocófora, tais como Annelida e Mollusca. Entretanto, também existem evidências moleculares indicando uma relação entre entoproctos e os Cycliophora e Bryozoa. Suas relações filogenéticas permanecem incertas. Por ser um filo com pouca diversidade, Entoprocta não atrai muito a atenção de pesquisadores, a não ser que estes abarquem o estudo de outros grupos, como Ectoprocta (Bryozoa).

## Classificação
- Filo Entoprocta Nitsche, 1869
  - Ordem Coloniales 
    - Família Barentsiidae Emschermann, 1972
    - Família Pedicellinidae Johnston, 1847
    - Família Loxokalypodidae Emschermann, 1972

  - Ordem Solitaria 
    - Família Loxosomatidae Hincks, 1880